# John Ruiz
John Ruiz, född 4 januari 1972 i Methuen, Massachusetts, USA, är en amerikansk före detta tungviktsboxare, världsmästare för organisationen WBA under två perioder; 2001-2003 och 2004-2005.

### Webbsidor
- Ruiz på boxrec.com